# 3rd & Bird - Via degli uccellini n. 3
3rd & Bird - Via degli uccellini n. 3 (3rd & Bird) è un cartone animato inglese della BBC, creato da Josh Selig per la Little Airplane Productions nel 2008. In Italia, la serie viene trasmessa dal canale satellitare Playhouse Disney, del pacchetto Sky e Mediaset Premium nel blocco giornaliero di programmi dedicati ai bambini in età prescolare, ed in chiaro da Rai 3, Rai Gulp e poi Rai Yoyo.
La serie utilizza uno stile di animazione conosciuto come "photo-puppetry" (letteralmente: "foto-teatro di figura"), in cui l'animazione viene creata con l'uso della manipolazione di fotografie. Stessa tecnica usata dagli altri show di Little Airplane come Wonder Pets! e Oobi.

## Trama
Le storie ruotano attorno alle avventure di un gruppo di uccellini che vivono su una grande quercia nel parco pubblico, in seguito al presentarsi di una situazione i protagonisti crescono e imparano a vivere con la tolleranza, la solidarietà, il rispetto della diversità. Caratteristica di ogni puntata è il fatto che molti dialoghi sono in forma di canzoncina (in effetti si dice che "gli uccelli cantano"), cantata o fischiettata.

## Personaggi

### Personaggi principali
- Muffin: è una pappagallina rosa in età pre-scolare, un po' viziata e che si caccia spesso nei guai per la sua innocenza e per il voler dimostrare di avere un posto nella comunità nonostante la sua giovane età.
- Samuel: è il fratello maggiore di Muffin che spesso la tira fuori dai guai.
- Rudy: è il migliore amico di Samuel e lo accompagna nelle sue avventure.
- Mr Beakman: è l'insegnante della scuola, un saggio tucano che insegna le regole ai più piccoli.

### Altri personaggi
- Quinn: è una pulcinella di mare, fa l'inventore ed è l'esponente più anziano della comunità.
- Missy: un'uccellina francese un po' snob.
- Mrs Billingsley: una kiwi vecchia e stravagante che, in originale, parla con l'accento della Nuova Zelanda.
- Mr e Mrs Lovebird: sono i genitori di Samuel e Muffin, si vedono raramente nelle storie.
- Baby Jordan: è il nipote di Mr Beaknan, spesso usa paroloni pomposi come lo zio.
- Elliot: è un verme amico di Muffin, Samuel e Rudy: all'inizio di ogni puntata sbuca dall'albero e pronuncia il titolo della storia.
- Ben: un maiale eloquente che odia il disordine.

## Doppiaggio
| Nome del personaggio | Doppiatore originale     | Doppiatore italiano |
| -------------------- | ------------------------ | ------------------- |
| Muffin               | Eden Jarrett             | Agnese Marteddu     |
| Samuel               | Sam Lewis                | Leonardo Caneva     |
| Rudy                 | Morgan Gayle             | Rachele Vagnarelli  |
| Quinn                | Preston Nyman            | ?                   |
| sig. Beakman         | Michael Fenton Stevens   | Teo Bellia          |
| Missy                | Charlotte Leslie-Cameron | Ilaria Latini       |
| sig.ra Billingsley   | Anna Nygh                | Antonella Rinaldi   |
| sig. Lovebird        | David Beckford           | Ambrogio Colombo    |
| sig.ra Lovebird      | Candida Gubbins          | Monica Ward         |

## Episodi
La serie ha ricevuto un totale di 52 episodi, incluso uno speciale natalizio diviso in due parti.

### Stagione 1
| nº    | Titolo originale         | Titolo italiano | Prima TV         | Prima TV Italia |
| ----- | ------------------------ | --------------- | ---------------- | --------------- |
| 1     | Fly, Muffin              |                 | 1 luglio 2008    | 14 giugno 2010  |
| 2     | Bird Theatre             |                 | 8 luglio 2008    |                 |
| 3     | A Chorus for Us          |                 | 15 luglio 2008   |                 |
| 4     | To Play or not to Play   |                 | 22 luglio 2008   |                 |
| 5     | Muffin Express           |                 | 29 luglio 2008   |                 |
| 6     | The Rudy Show            |                 | 5 agosto 2008    |                 |
| 7     | Super Slide              |                 | 12 agosto 2008   |                 |
| 8     | Bird Theatre             |                 | 19 agosto 2008   |                 |
| 9     | Meet Elliott             |                 | 26 agosto 2008   |                 |
| 10    | Pogo Nest                |                 | 2 settembre 2008 |                 |
| 11    | Samuel's Dance           |                 | 4 novembre 2008  |                 |
| 12    | Rolling Along            |                 | 11 novembre 2008 |                 |
| 13    | Perfect Picnic           |                 | 18 novembre 2008 |                 |
| 14    | Pie Fair                 |                 | 25 novembre 2008 |                 |
| 15    | Muffin's Shop            |                 | 2 dicembre 2008  |                 |
| 16    | Dinosaur                 |                 | 9 dicembre 2008  |                 |
| 17    | Go Camping               |                 | 16 dicembre 2008 |                 |
| 18    | Starry Night             |                 | 23 dicembre 2008 |                 |
| 19    | Amazing Muffin           |                 | 30 dicembre 2008 |                 |
| 20    | Ice Skating              |                 | 14 febbraio 2009 |                 |
| 21    | Playhouse                |                 | 21 febbraio 2009 |                 |
| 22    | Cowgirl                  |                 | 28 febbraio 2009 |                 |
| 23    | Muffin's Plant           |                 | 4 marzo 2009     |                 |
| 24    | Baby Jordan              |                 | 11 marzo 2009    |                 |
| 25-26 | A Very Squooky Christmas |                 | 18 dicembre 2009 |                 |

### Stagione 2
| nº | Titolo originale  | Titolo italiano | Prima TV         | Prima TV Italia |
| -- | ----------------- | --------------- | ---------------- | --------------- |
| 1  | Muffinland        |                 | 25 marzo 2009    |                 |
| 2  | Meow Kitty        |                 | 3 aprile 2009    |                 |
| 3  | Mariachi Muffin!  |                 | 10 aprile 2009   |                 |
| 4  | Beach Branch!     |                 | 17 aprile 2009   |                 |
| 5  | Elliot the Budgie |                 | 24 aprile 2009   |                 |
| 6  | Art Show          |                 | 1 maggio 2009    |                 |
| 7  | Down to Earth!    |                 | 7 maggio 2009    |                 |
| 8  | Road Trip!        |                 | 14 maggio 2009   |                 |
| 9  | Paint Job!        |                 | 21 maggio 2009   |                 |
| 10 | Storm!            |                 | 28 maggio 2009   |                 |
| 11 | Scooter!          |                 | 4 giugno 2009    |                 |
| 12 | Race!             |                 | 11 giugno 2009   |                 |
| 13 | Robot!            |                 | 18 giugno 2009   |                 |
| 14 | The Moon!         |                 | 25 giugno 2009   |                 |
| 15 | Balloon Ride!     |                 | 2 luglio 2009    |                 |
| 16 | Help Daddy!       |                 | 9 luglio 2009    |                 |
| 17 | Ahoy!             |                 | 16 luglio 2009   |                 |
| 18 | Train!            |                 | 23 luglio 2009   |                 |
| 19 | Baby!             |                 | 30 luglio 2009   |                 |
| 20 | Muffin's Friend!  |                 | 10 ottobre 2009  |                 |
| 21 | Aunt Esther!      |                 | 17 ottobre 2009  |                 |
| 22 | Prince!           |                 | 24 ottobre 2009  |                 |
| 23 | Night Hike!       |                 | 31 ottobre 2009  |                 |
| 24 | Play Nicely!      |                 | 28 novembre 2009 |                 |
| 25 | Talent Show!      |                 | 14 marzo 2010    |                 |
| 26 | Jamaica!          |                 | 31 luglio 2010   |                 |

## Merchandising
Nel gennaio 2009, BBC Worldwide ha annunciato che avrebbe distribuito Merchandising della serie, tra cui: giocattoli di legno, veicoli giocattolo, come scooter, set di gioco e strumenti musicali. Tali prodotti sono stati distribuiti nella primavera del 2010.